# Das Tal der geheimen Gräber

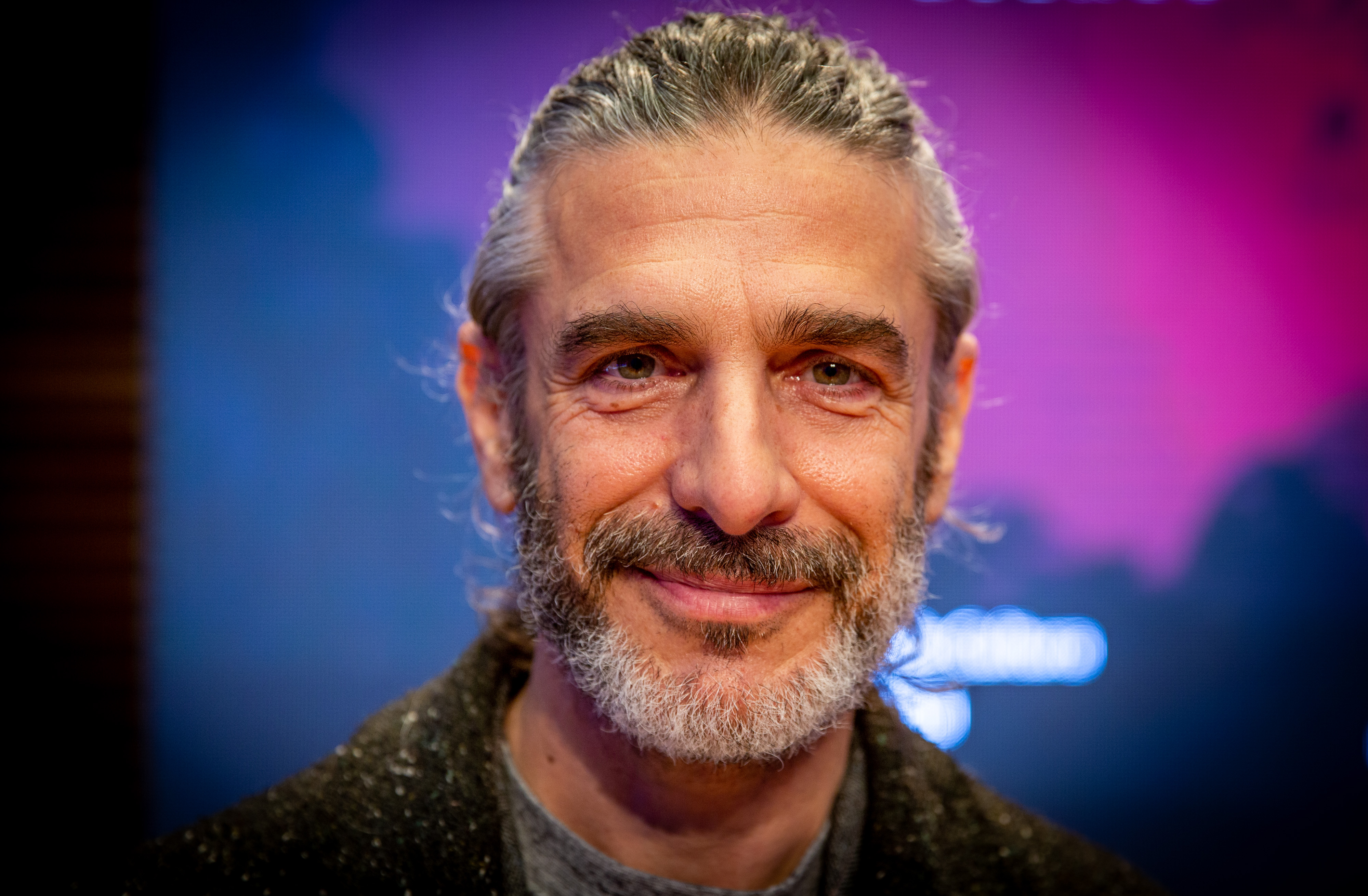
Leonardo Sbaraglia spielt Richter Juez Javier Markina (Foto von 2021)

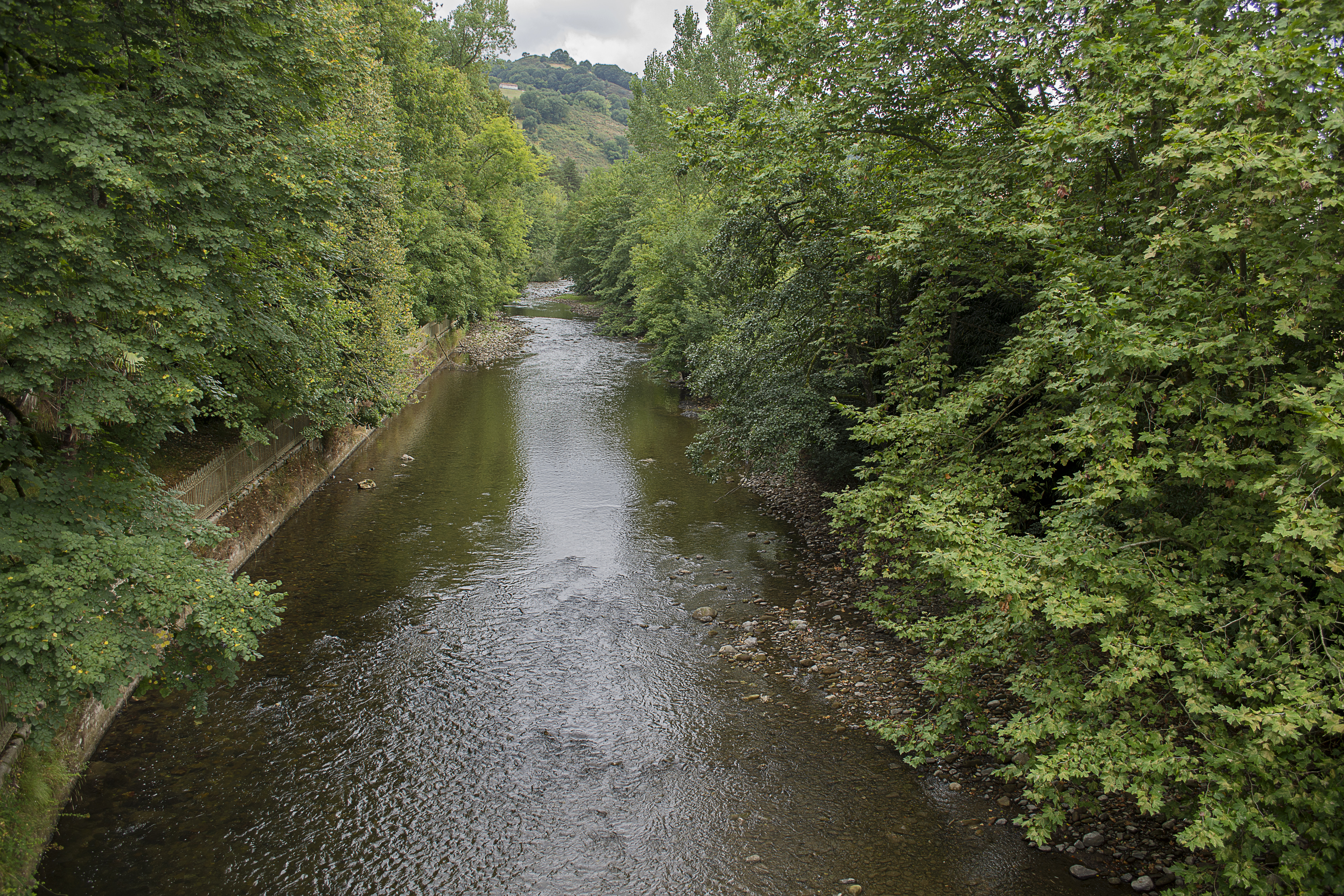
Im letzten Teil ermittelt Amaia Salazar in einer Reihe von Kindstoden entlang des Rio Baztan

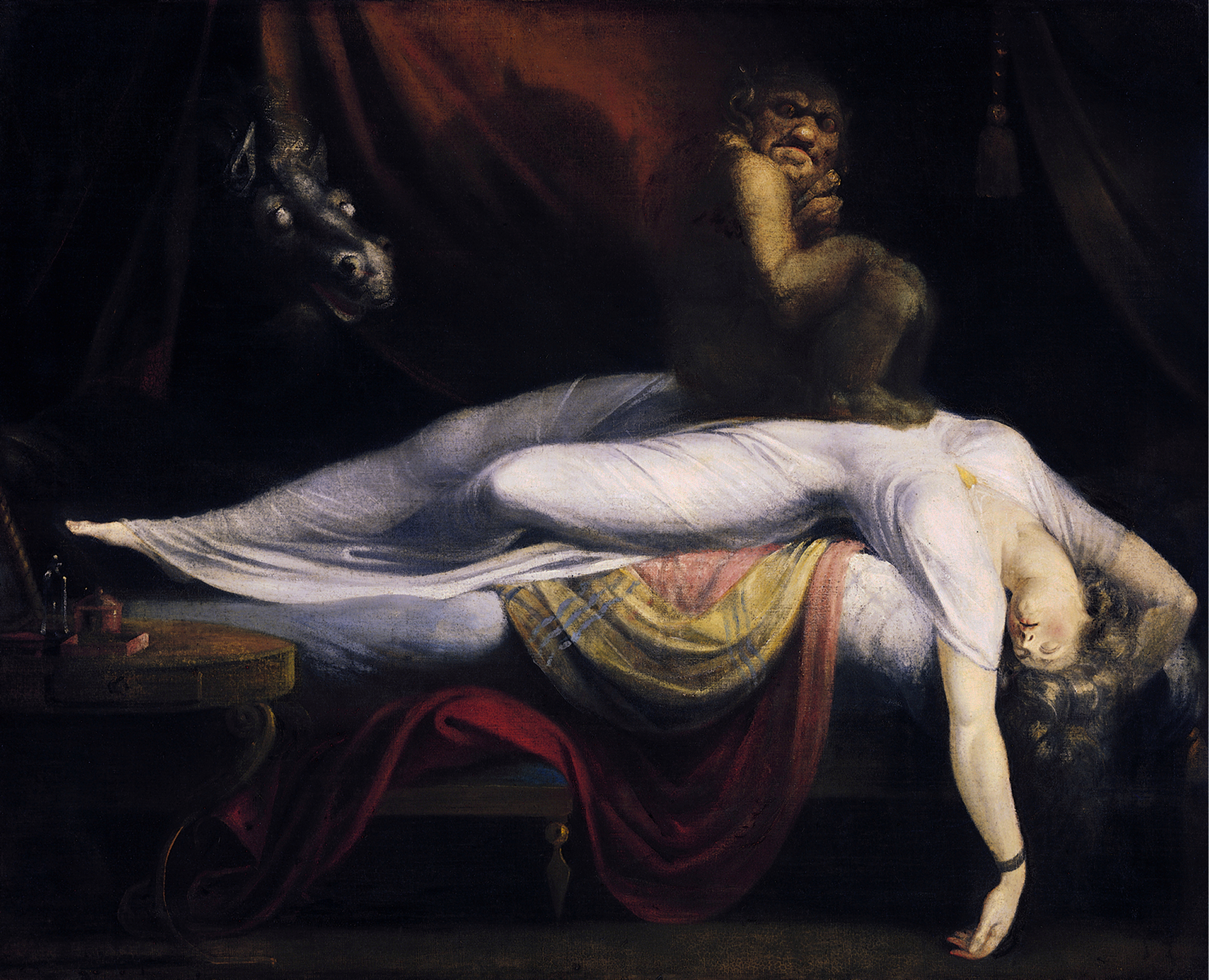
„Inguma“, ein Wesen, das wie ein Alp den Schlafenden den Atem raubt (Bild: Nachtmahr – Johann Heinrich Füssli)

Das Tal der geheimen Gräber (Originaltitel Ofrenda a la tormenta) ist ein spanischer Kriminalfilm von Fernando González Molina und der dritte und letzte Teil der Baztan-Trilogie. Es handelt sich um die Verfilmung des gleichnamigen Romans von Dolores Redondo (deutscher Titel Der nächtliche Besucher). Der Film wurde zunächst am 24. Juli 2020 online veröffentlicht und in Spanien am 18. September 2020. In Deutschland ist der Film als Free-TV-Premiere am 26. April 2021 im Fernsehprogramm des ZDF ausgestrahlt worden.

## Handlung
Amaia Salazar ermittelt im Fall einer Kindstötung in der Nähe von Elizondo und kann den Vater als Täter überführen, der das Baby im Schlaf erstickt hat. Wenig später wird der Leichnam vom Friedhof gestohlen. Die Großmutter ist überzeugt, dass Inguma – in der baskischen Mythologie ein Wesen, das Menschen Albträume beschert und im Schlaf den Atem raubt – für die Tat verantwortlich ist. Die Polizei untersucht daraufhin noch weitere, schon länger zurückliegende Kindstode, und es stellt sich heraus, dass die Familien nach dem Tod ihrer Kinder zu großem Reichtum gekommen sind. Es scheint somit viel mehr hinter der ganzen Sache zu stecken.
Die Ermittlungen gestalten sich schwierig. Wichtige Unterlagen verbrennen, außerdem werden mögliche Eingeweihte umgebracht, darunter auch Elena, eine Freundin von Amaias Mutter Rosario. Elena verrät Amaia in einem Brief noch den Ort, an dem sich die geheime Gruppierung, der sie sich mit Rosario damals angeschlossen hatte, immer traf. Diese Spur führt Amaia zu einem Anwesen ins Baskenland, unweit der französischen Grenze, wo sie erfährt, dass dort Kinder in der sektenartigen Gruppe ums Leben gekommen sind. Dort trifft Amaia auch Yolanda, eine Frau, deren Kinder damals auch umgebracht wurden. Der Kindsvater habe die Leichen gestohlen und leere Särge begraben lassen. Amaia möchte die Gruft öffnen lassen, dies gelingt aufgrund fehlender richterlicher Genehmigungen aber nicht.
Amaia hat unterdessen mit weiteren Problemen zu tun. Auch wenn ihre Mutter Rosario nach ihrem Verschwinden für tot erklärt wurde, glaubt sie nicht daran. Ihre Beziehung zu James leidet unter all der Arbeit, als dieser wegen der Erkrankung seines Vaters in seine Heimat reisen muss, geht Amaia eine Affäre mit Richter Markina ein. Ihr Kollege Jonan wird in seiner Wohnung erschossen, was Amaia ziemlich mitnimmt. Jonan konnte ihr aber noch seine Ermittlungsergebnisse zukommen lassen. Alle Babys stammten aus Orten am Rio Baztan, und alle Fälle sind verbunden durch die Krankenschwester Fina Hidalgo. Durch einen Informanten erfährt Amaia von einem Mann, dessen Kind damals auch geopfert wurde und der gegen die Gruppe ausgesagt hat. Dieser Fall blieb aufgrund richterlicher Anordnungen unter Verschluss. Der Mann berichtet von den Taten, dass nur Mädchen unter zwei Jahren geopfert wurden, der Anführer die Leichen wegbrachte und die Eltern alles bekamen, was sie wollten. Nach der Anzeige habe der Mann wieder alles verloren. Jetzt finden sie heraus, dass der Anführer sehr viel Geld besaß und vor Jahren ums Leben kam.
Eines Nachts trifft Amaia plötzlich Rosario, die sich vor ihren Augen die Halsschlagader aufschneidet und stirbt. Im Gespräch mit ihrer Schwester Flora erfährt sie, dass eines von Victors Opfern Floras Tochter war. Victor sei in die Fänge der Sekte geraten und habe die Mädchen demnach umgebracht, weil es eigentlich ausgewählte Opfer für die Gruppe sein sollten, die nicht zustande gekommen sind. Dies erkläre auch die Inszenierung seiner Leichen. Die Ermittlungen bringen zutage, dass Markinas Vater die Gruppen geleitet hat. Amaia findet auch Indizien, dass Markina Jonan erschossen hat. Sie geht zum Grab des Vaters, in das Yolanda gerade einzubrechen versucht. Der dazukommende Markina erschießt sie. Trotz Markinas Warnungen geht Amaia in die Gruft, gefolgt von Markina. Dort liegen um den Sarg herum all die skelettierten Opfergaben. Nachdem Markina ihr alles erklärt hat und sie ebenfalls töten will, gelingt es Amaia, ihn zu erschießen.
Nach all den Ereignissen beschließt Amaia, zu James und ihrem Sohn Ibai zu fahren.

## Produktion
Wie seine Vorgänger wurde der Film in Nordspanien gedreht.
Als in dem Film über das Wesen Inguma, ein dämonisches Wesen aus der baskischen Mythologie, gesprochen wird, sieht man auf dem Tabletcomputer der Ermittler das wohl bekannteste Werk von Johann Heinrich Füssli, Nachtmahr.

## Synchronisation
Die deutsche Synchronisation übernahm die Münchner Synchron GmbH. Die Dialogregie führte Horst Geisler, der auch das Dialogbuch schrieb.
| Rolle               | Schauspieler          | Deutsche Stimme     |
| ------------------- | --------------------- | ------------------- |
| Amaia Salazar       | Marta Etura           | Natascha Geisler    |
| Dr. Berasategui     | Álvaro Cervantes      | Martin Halm         |
| Elena Ochoa         | Alicia Sánchez        | Angelika Bender     |
| Fermín Montes       | Francesc Orella       | Andreas Borcherding |
| Flora Salazar       | Elvira Mínguez        | Bettina Redlich     |
| Goñi                | Eduardo Rosa          | Arne Hörmann        |
| James Westford      | Benjamin Northover    | Julian Manuel       |
| Jonan Etxaide       | Carlos Librado (Nene) | Jakob Riedl         |
| Juez Javier Markina | Leonardo Sbaraglia    | Manfred Trilling    |
| Padre Sarasola      | Imanol Arias          | Sigmar Solbach      |
| Rosaura Salazar     | Patricia López Arnaiz | Tatjana Pokorny     |
| Tante Engrasi       | Itziar Aizpuru        | Heidi Treutler      |
| Valentín Esparzai   | Iñigo de la Iglesia   | Ole Pfennig         |
| Yolanda Berrueta    | Marta Larralde        | Angela Wiederhut    |

## Rezeption

### Kritiken
Die Redaktion der TV Spielfilm gibt dem „hochdramatischen“ Film einen Daumen nach oben und schreibt als Fazit: „Schockierendes Finale in stimmungsvollen Bildern.“
Das Lexikon des internationalen Films gibt dem Film insgesamt 2 von 5 möglichen Sternen und schreibt: „Der düstere Film führt die Handlungsfäden der Trilogie solide zu Ende, hat dabei aber auch einige Längen.“
Oliver Armknecht von film-rezensionen.de beschreibt den Film dagegen als den schlechtesten der Trilogie. Er sei nicht spannend, wirke wahllos zusammengestückelt, auch die Protagonistin bliebe uninteressant. Nur die schönen Bilder würden versöhnlich stimmen. Der Film erhält 4 von 10 Punkten.

### Einschaltquoten
Die Erstausstrahlung des Films am 26. April 2021 im ZDF sahen insgesamt 2,13 Millionen Zuschauer. Dies bedeutete zu der Sendezeit einen Marktanteil von 12,7 %.